# Charles E. Stanton
Pour les articles homonymes, voir Stanton.
Charles Egbert Stanton (22 novembre 1858 – 8 mai 1933) est un officier de l'Armée des États-Unis, il a atteint le grade de colonel. Il fut vétéran de la guerre hispano-américaine et a servi comme officier de paye et aide de camp du général John Pershing lors de la Première Guerre mondiale. Stanton était le neveu du secrétaire de la Guerre d'Abraham Lincoln, Edwin M. Stanton. Il est surtout connu pour avoir prononcé l'expression « Lafayette, nous voilà ! » lors d'un un discours qu'il a prononcé à Paris pendant la Première Guerre mondiale.

## Jeunesse
Charles E. Stanton est né à Monticello, dans l'Illinois, le 22 novembre 1858. Enfant, il a grandi en suivant la plate-forme de l'Union Pacific lors de sa construction dans le cadre du Premier chemin de fer transcontinental ; son père dirigeait les entreprises répondant aux besoins des équipes de construction, et exploitait l'hôtel du chemin de fer à Promontory Summit, Utah lorsque le chemin de fer a été achevé en 1869. Lors de la cérémonie dans laquelle les trains de l'Union Pacific et de la Central Pacific Railroad ont touché leurs chasse-pierres pour symboliser l'ouverture du chemin de fer transcontinental, Stanton est monté dans le train de tête et a sonné la cloche.
Stanton fut ensuite éduqué à San Francisco, puis a étudié à l'université de Santa Clara et à l'université Yale. Il a travaillé dans les mines d'argent du Nevada, a vendu de l'eau minérale pour une entreprise dans l'Idaho, et vendu des extincteurs à San Francisco. Il a servi en tant que Greffier en chef de l'Assemblée territoriale de Utah et du comté de Salt Lake. Il a été délégué de la convention constitutionnelle de l'Utah qui a abouti à la création de l'état en 1895.

## Carrière dans l'armée
En 1898, Stanton a été nommé trésorier de volontaires dans l'armée américaine avec le grade de major. Il a servi dans les Philippines pendant la guerre hispano-américaine et. après sa décharge en sa 1901 a accepté un poste de capitaine dans le corps des trésorier. Il a continué à servir dans l'Armée, et au début de la Première Guerre mondiale il était lieutenant-colonel de l'état-major de John Pershing. Il a servi en tant qu'officier en chef de versement des soldes de la Force expédionnaire américaine, et a reçu la Médailles du service distingué et la Légion d'honneur.
Stanton a pris sa retraite comme colonel en 1921.

## Fin de carrière
Après sa retraite de l'Armée, Stanton a servi en tant que membre du Conseil d'administration des Travaux Publics de San Francisco. En 1931, il fut enrôlé dans la Légion américaine, comme son millionième membre.
Stanton est mort à San Francisco le 8 mai 1933. Il a été enterré au Cypress Lawn Memorial Park (en) à Colma, en Californie.

## La citation «Lafayette»
Le 4 juillet 1917, Stanton a visité le tombeau du héros de la Révolution française et de la Révolution américaine, le Marquis de La Fayette et, selon Pershing, a dit : « Lafayette, nous voilà! » pour honorer l'assistance de l'aristocrate au cours de la Guerre Révolutionnaire et d'assurer l'aide au peuple français par le peuple des États-Unis lors de la Première Guerre mondiale. La célèbre citation est souvent erronément attribuée à Pershing.
Dans le contexte, voici le discours qu'il a prononcé : « L'Amérique a joint ses forces avec les Forces Alliées, et ce que nous avons de sang et de trésors sont à vous. Par conséquent, c'est avec fierté que nous drapons les couleurs en hommage de respect à ce citoyen de votre grande république. Et ici et maintenant, en présence de l'illustre mort, nous engageons nos cœurs et notre honneur dans la résolution favorable de cette guerre. Lafayette, nous voilà. »